# Öppna din dörr
Öppna din dörr är en ballad av Tommy Nilsson, som släpptes på singellistorna  1994 och på albumet En kvinnas man samma år. På singellistorna placerade den sig som högst på andra plats i Sverige och tionde plats i Norge. Den låg på Svensktoppen i 24 veckor under perioden 18 juni-26 november 1994, varav flera gånger på första plats. Den blev "Årets låt" på Svensktoppen 1994. Melodin låg även på Trackslistan.
Musik och text är skrivna av Tommy Nilsson men under två perioder av hans karriär. Musiken tillkom redan i början av 1980-talet men sångtexten skrevs först 1994. På studioinspelningen spelas den framträdande elgitarren av Staffan Astner och Lars Englund producerade.
Shirley Clamp spelade in en cover på den på sitt coveralbum "Favoriter på svenska" från 2006, och den fick även agera B-sida till hennes singel "När kärleken föds" ("It Must Have Been Love"), släppt den 26 april 2006.
En inspelning av Danny Saucedo låg senare under 2006 som högst på 24:e plats på den svenska singellistan.
Låten tolkades 2010 av Zekes på albumet En så'n natt. 2016 tolkades låten i en engelskspråkig version med titeln Open Your Heart av Jill Johnson i TV-programmet Så mycket bättre.
2019 användes låten i en reklamfilm för ett norskt företag. Filmen vann flera priser.

## Listplaceringar

### Tommy Nilsson
| Lista (1994-1995, 2006) | Topplacering |
| ----------------------- | ------------ |
| Norge                   | 10           |
| Sverige                 | 2            |

### Danny Saucedo
| Lista (2006) | Topplacering |
| ------------ | ------------ |
| Sverige      | 24           |